# Dan Soder
Daniel E. Soder (Hartford, Connecticut, 24 de junio de 1983) es un comediante, actor y locutor de radio estadounidense. Es conocido por sus frecuentes apariciones en el Código de Guy de MTV2, el pódcast YKWD de Robert Kelly y el pódcast de Keith and The Girl. Es copresentador de The Bonfire en Comedy Central Radio de Sirius Xm con su compañero cómico Jay Oakerson desde 2015. También aparece en un papel recurrente, Mafee, en la serie dramática Showtime Billions (2016). 

## Biografía
Soder nació en Hartford, Connecticut, pero se crio en Aurora, Colorado.  Su padre y su hermana murieron mientras él estaba en la escuela secundaria. Comenzó a realizar stand-up mientras estudiaba en la Universidad de Arizona. Un año después de graduarse, se mudó a Nueva York para continuar su carrera. 
Ha aparecido en Comedy Central 's La media hora, Conan, Opie y Anthony, The Anthony Cumia Show, MTV2 's Guy Code y Guy Court, Fox Sports 1 's Garbage Time con Katie Nolan, y ¡ Tú sabes qué tipo! Podcast con Robert Kelly. Desde el despido de Anthony Cumia del Opie & Anthony Show, Soder fue un invitado frecuente y un "tercer micrófono" en el formato Opie con Jim Norton, anteriormente en el canal de Faction Talk en Sirius Satellite Radio. El 21 de mayo de 2016, Soder lanzó su especial de una hora en Comedy Central titulado No especial.
Soder apareció en varios episodios como estrella invitada en Inside Amy Schumer a partir de 2014, y tuvo una pequeña aparición en la película Trainwreck (2015) de Schumer. El 27 de julio de 2015, Soder, junto con el también comediante Big Jay Oakerson, estrenó su programa de entrevistas en vivo de 2 horas The Bonfire en el nuevo canal Comedy Central Radio de SiriusXM, que se emite en vivo todos los lunes a jueves (antes lunes) y los miércoles) entre 6-8pm EST.
El 19 de marzo de 2016, Dan Soder hizo una aparición especial en el popular podcast de lucha libre Wrestling Soup, y tiene un papel recurrente en la serie dramática de Showtime Billions. A finales de 2016, Soder participó en la comedia Drunk Parents (2019), protagonizada por Alec Baldwin y Salma Hayek.
El 4 de julio de 2017, Netflix lanzó una nueva serie original llamada The Standups con el set de 30 minutos de Dan Soder en el sexto episodio (y final de temporada) de la primera temporada.

## Filmografía
| Año             | Título                        | Papel              | Notas          |
| --------------- | ----------------------------- | ------------------ | -------------- |
| 2014-2016       | Dentro de Amy Schumer         | Varios             | 4 episodios    |
| 2015            | Tenías que ser tú             | Chris              |                |
| 2015            | Trainwreck                    | Chico del basurero |                |
| 2016            | Tren nocturno con Wyatt Cenac | Yo                 | 1 episodio     |
| 2016 – presente | Miles de millones             | Dudley Mafee       | rol recurrente |
| 2017            | Los Standups                  | Yo                 | 1 episodio     |
| 2019            | Padres borrachos              | Randall            |                |